# 帕爾米拉區 (卡里略縣)
10°31′01″N 85°34′39″W / 10.51694°N 85.57750°W
帕爾米拉區（西班牙語：Palmira District, Carrillo），是哥斯達黎加的行政區，位於該國西北部瓜納卡斯特省，由卡里略縣負責管轄，面積37平方公里，海拔高度24米，2013年人口5,578人，人口密度每平方公里150人。